# Empoascanara limbata
Empoascanara limbata är en insektsart som först beskrevs av Matsumura 1910.  Empoascanara limbata ingår i släktet Empoascanara och familjen dvärgstritar. Inga underarter finns listade i Catalogue of Life.